# Диас, Матеус
Мате́ус дос Са́нтос Ди́ас (порт.-браз. Matheus dos Santos Dias; род. 9 мая 2002, Сан-Паулу) — бразильский футболист, полузащитник клуба «Интернасьонал».

## Клубная карьера
Диас — воспитанник клубов «Томбенсе» и «Интернасьонал». 2 февраля 2022 года в поединке Лиги Гаушо против «Сан-Луиса» Матеус дебютировал за основной состав последнего. 9 ноября в матче против «Сан-Паулу» он дебютировал в бразильской Серии A.

## Международная карьера
В 2023 году в составе олимпийской сборной Бразилии Диас принял участие в домашних Панамериканских играх. На турнире он сыграл в матчах против команд США, Колумбии, Гондураса и Чили.

## Достижения
Международные
 Бразилия (до 23)
- Победитель Панамериканских игр — 2023